# Tetraphyle
Tetraphyle là một chi thực vật có hoa trong họ Crassulaceae.